# Alex Bogdanovic
Alex Bogdanovic (ur. 22 maja 1984 w Belgradzie) – brytyjski tenisista, reprezentant kraju w Pucharze Davisa.

## Kariera tenisowa
Zawodowym tenisistą Bogdanovic był w latach 2002–2013.
W cyklu ATP World Tour najdalej awansował do ćwierćfinału w Newport (2006), ponosząc porażkę w meczu o udział w półfinale z Jürgenem Melzerem. Startując w zawodach ATP Challenger Tour wygrał dziewięć tytułów.
W latach 2003–2008 reprezentował Wielką Brytanię w Pucharze Davisa wygrywając jeden mecz z ośmiu rozegranych w singlu.
W rankingu gry pojedynczej najwyżej był na 108. miejscu (25 czerwca 2007), a w klasyfikacji gry podwójnej na 336. pozycji (12 stycznia 2009).

### Zwycięstwa w turniejach ATP Challenger Tour w grze pojedynczej
| Końcowy wynik | Nr | Data                 | Turniej    | Nawierzchnia    | Przeciwnik      | Wynik finału         |
| ------------- | -- | -------------------- | ---------- | --------------- | --------------- | -------------------- |
| Zwycięzca     | 1. | 18 lipca 2004        | Manchester | Trawiasta       | Michal Mertiňák | 6:1, 6:3             |
| Zwycięzca     | 2. | 10 lipca 2005        | Nottingham | Trawiasta       | Mark Hilton     | 6:3, 7:5             |
| Zwycięzca     | 3. | 27 listopada 2005    | Sunderland | Twarda (hala)   | Danai Udomchoke | 7:6(4), 7:5          |
| Zwycięzca     | 4. | 29 stycznia 2006     | Wrexham    | Twarda (hala)   | Stéphane Robert | 6:3, 6:2             |
| Zwycięzca     | 5. | 12 lutego 2006       | Bergamo    | Dywanowa (hala) | Simone Bolelli  | 6:1, 3:0 krecz       |
| Zwycięzca     | 6. | 26 listopada 2006    | Shrewsbury | Twarda (hala)   | Mischa Zverev   | 4:6, 6:4, 6:4        |
| Zwycięzca     | 7. | 15 kwietnia 2007     | Valencia   | Twarda          | Zack Fleishman  | 6:4, 6:7(4), 6:3     |
| Zwycięzca     | 8. | 13 lipca 2008        | Granby     | Twarda          | Danai Udomchoke | 7:6(14), 3:6, 7:6(6) |
| Zwycięzca     | 9. | 18 października 2009 | Kolding    | Twarda (hala)   | Ivan Dodig      | 3:6, 7:6(7)          |